# Andrade Júnior
Argemiro Gomes de Andrade Júnior (Fortaleza, 15 de janeiro de 1945 – Brasília, 4 de maio de 2019), mais conhecido como Andrade Júnior, foi um ator brasileiro. Cearense radicado em Brasília, ele atuou em dezenas de peças e filmes, e foi reconhecido com o Kikito póstumo de Melhor Ator no 48º Festival de Cinema de Gramado pelo papel principal no longa-metragem King Kong em Asunción (2020), dirigido por Camilo Cavalcante.

## Vida
Argemiro Gomes de Andrade Júnior tinha dez irmãos, todos filhos de Argemiro Gomes de Andrade, taxista, e Anésia Pinheiro de Andrade, costureira. A família se muda para Brasília em 1959 para recomeçar a vida depois da trágica morte de um dos filhos, atropelado em Fortaleza.
Em Brasília, ainda na adolescência, Andrade Júnior trabalha vendendo jornal no aeroporto e lanche nos canteiros de obra da capital. Como sabe ler e escrever, é convidado para trabalhar no almoxarifado da construção do Palácio do Planalto. 
Quando a Vila Amaury, onde vivia com a família, é inundada para a construção do Lago Paranoá, recebem um lote em Sobradinho e lá se estabelecem em meados dos anos 60. Trabalhando na reprografia do Colégio de Sobradinho, Andrade conhece Talma, com quem vem a se casar e ter três filhos: Randau, Hugo e Cássia. É nessa época que Andrade começa a fotografar por hobby. 
É flagrado de relance pela câmera de Vladimir Carvalho no documentário Vestibular 70, enquanto aguardava para fazer a prova do vestibular de química da UnB (foi aprovado mas não concluiu o curso). Anos mais tarde, em 1976, abre um cine-foto no Instituto Central de Ciências da Universidade de Brasília.

## Carreira
Foi no Colégio de Sobradinho, ainda no ginásio, que Andrade teve o primeiro contato com as artes cênicas. Em 65, por causa da ausência de um colega, Andrade foi promovido na última hora de assistente de direção a ator – e a peça, que era um drama, virou comédia.
Nas décadas seguintes Andrade iria trabalhar com importantes encenadores de Brasília, como Dimer Monteiro, Jesus Vivas, B. de Paiva, Mangueira Diniz e Túlio Guimarães. O último trabalho de Andrade Júnior nos palcos foi no espetáculo As Ridículas, texto de Molière e direção de Miriam Virna, em 2008.
Por causa do cine-foto na UnB, Andrade Júnior se aproximou dos estudantes de cinema e participou de dezenas de curtas universitários e filmes de conclusão de curso, como Nada Consta (2007), de Santiago Dellape, pelo qual recebeu dois prêmios de Melhor Ator, mesmo tendo papel coadjuvante. Outros curtas premiados de cineastas egressos da UnB dos quais participa incluem: Tepê (2000), de José Eduardo Belmonte; Macacos me Mordam (2005), de Érico Cazarré; Ratão (2010), de Santiago Dellape; Meu Amigo Nietzsche (2012), de Fáuston da Silva; e Rosinha (2016), de Gui Campos, pelo qual Andrade recebeu dois prêmios de Melhor Atuação, divididos com os companheiros de cena Maria Alice Vergueiro e João Antônio.
Seu derradeiro filme, King Kong em Asunción (2020), de Camilo Cavalcante, foi também o primeiro longa-metragem como protagonista. Andrade não chegou a ver o filme pronto, mas foi homenageado postumamente com o Kikito de Melhor Ator no 48º Festival de Cinema de Gramado pelo papel do protagonista, o Velho.
Outro papel de destaque foi o de Papai Noel, no telefilme de Natal Meio Expediente, de Santiago Dellape, veiculado pela TV Globo em 2017 e reprisado pela Globo-DF no dia em que Andrade faleceu. 
Em  reconhecimento à sua importância para o cinema, o teatro e as artes do Distrito Federal, Andrade Júnior recebeu a honra inédita de ser velado no foyer do Cine Brasília, templo máximo do cinema candango.

## Obras
- Césio 137, Roberto Pires (1990)
- A Terceira Margem do Rio, Nelson Pereira dos Santos (1994)
- Louco por Cinema, André Luiz Oliveira (1994)
- O Tronco, João Batista de Andrade (1999)
- No Coração dos Deuses, Geraldo Moraes (1999)
- Condenado à Liberdade, Emiliano Ribeiro (2001)
- Rua 6, Sem Número, João Batista de Andrade (2003)
- Subterrâneos, José Eduardo Belmonte (2003)
- Celeste e Estrela, Betse de Paula (2005)
- Dois Filhos de Francisco, Breno Silveira (2005)
- Um Assalto de Fé, Cibele Amaral (2011)
- Faroeste Caboclo, René Sampaio (2013)
- A Repartição do Tempo, Santiago Dellape (2016)
- Meio Expediente, Santiago Dellape (2017)
- Frei Damião, O Santo do Nordeste, Deby Brennand (2019)
- A Batalha de Shangri-lá, Severino Neto (2019)
- Pureza, Renato Barbieri (2020)
- King Kong em Asunción, Camilo Cavalcante (2020)

## Prêmios
| Ano  | Filme                   | Diretor(a)          | Prêmio                                                             | Festival                                              | Personagem          | Formato        |
| ---- | ----------------------- | ------------------- | ------------------------------------------------------------------ | ----------------------------------------------------- | ------------------- | -------------- |
| 2020 | King Kong em Asunción   | Camilo Cavalcante   | Melhor Ator in memorian                                            | 13º Los Angeles Brazilian Film Festival               | O Velho             | Longa-metragem |
| 2020 | King Kong em Asunción   | Camilo Cavalcante   | Melhor Ator                                                        | 48º Festival de cinema de Gramado                     | O Velho             | Longa-metragem |
| 2016 | Rosinha                 | Gui Campos          | Melhor Atuação (dividido com Maria Alice Vergueiro e João Antônio) | 5º Curta Brasília                                     | Assis               | Curta-metragem |
| 2016 | Rosinha                 | Gui Campos          | Melhor Ator (dividido com João Antônio)                            | 20º FAM - Festival Audiovisual Mercosul               | Assis               | Curta-metragem |
| 2010 | (pelo conjunto da obra) | -                   | Troféu ABCV - Associação Brasiliense de Cinema e Vídeo             | 43º Festival de Brasília do Cinema Brasileiro         | -                   | -              |
| 2007 | Nada Consta             | Santiago Dellape    | Melhor Ator                                                        | 30º Festival Guarnicê de Cinema                       | Silva               | Curta-metragem |
| 2007 | Nada Consta             | Santiago Dellape    | Melhor Ator                                                        | 5º Nóia - Festival Brasileiro de Cinema Universitário | Silva               | Curta-metragem |
| 1994 | Louco por Cinema        | André Luiz Oliveira | Melhor Ator Coadjuvante (para o conjunto de atores brasilienses)   | 27º Festival de Brasília do Cinema Brasileiro         | Comendador Buscheta | Longa-metragem |